# قونكة (إسبانيا)
قونكة (بالإسبانية: Cuenca )‏ هي مقاطعة في إسبانيا، تقع في قشتالة-لا مانتشا، بلغ عدد سكانها 198,718  نسمة وذلك حسب إحصائيات سنة 2017، عاصمتها قونكة، تبلغ مساحتها 17,141 كيلومتر مربع، رمزها البريدي هو 16.

## الموقع
تشترك في الحدود مع:
- Madrid Province  [لغات أخرى]‏
- ثيوداد ريال
- طليطلة
- البسيط
- بلنسية
- تيروال
- غوادالاخارا.